# 23277 Benhughes
23277 Benhughes è un asteroide della fascia principale. Scoperto nel 2000, presenta un'orbita caratterizzata da un semiasse maggiore pari a 2,2506646 UA e da un'eccentricità di 0,0340507, inclinata di 7,72220° rispetto all'eclittica.